# John Ngugi
John Ngugi Kamau (född 10 maj 1962 i Nyahururu i Laikipiadistriktet i Kenya) är en tidigare friidrottare (löpare), vars främsta meriter är en guldmedalj på 5 000 meter vid sommar-OS 1988 i Seoul samt fem individuella segrar i VM i terränglöpning (varav fyra raka titlar åren 1986-1989. Den sista vinsten kom 1992 i hans sista framträdande i ett stort mästerskap. Vid samtliga fem tillfällen vann han även VM-lagguld.
Ngugis tillvägagångssätt vid vinsten i OS var spektakulärt. Han tog en tidig ledning vilken som mest uppgick till 50 meter, en lucka som spurtspecialisterna ej klarade av att inhämta.
1993 vägrade Ngugi att avge dopingtest, vilket ledde till två års avstängning enligt en paragraf om "extraordinära omständigheter". Avstängningen innebar slutet på hans idrottskarriär.

## Personliga rekord
- 3 000 meter: 7.54,17 (Edinburgh, 7 juli 1989)
- 5 000 meter: 13.11,14 (Bryssel, 10 augusti 1990)
- 10 000 meter: 27.11,62 (Bryssel, 13 september 1991)
- 10 km (landsväg): 27.29 (Bali, 2 april 1988)